# Ministerstvo práce a sociálních věcí České republiky
Ministerstvo práce a sociálních věcí je ústředním orgánem státní správy v pracovněprávní oblasti, oblasti sociálního zabezpečení a sociální péče.
Ministerstvo bylo zřízeno zákonem č. 2/1969 Sb., o zřízení ministerstev a jiných ústředních orgánů státní správy České republiky. Tento kompetenční zákon (ve znění pozdějších předpisů) vymezuje základní působnost ministerstva.

## Oblasti působnosti

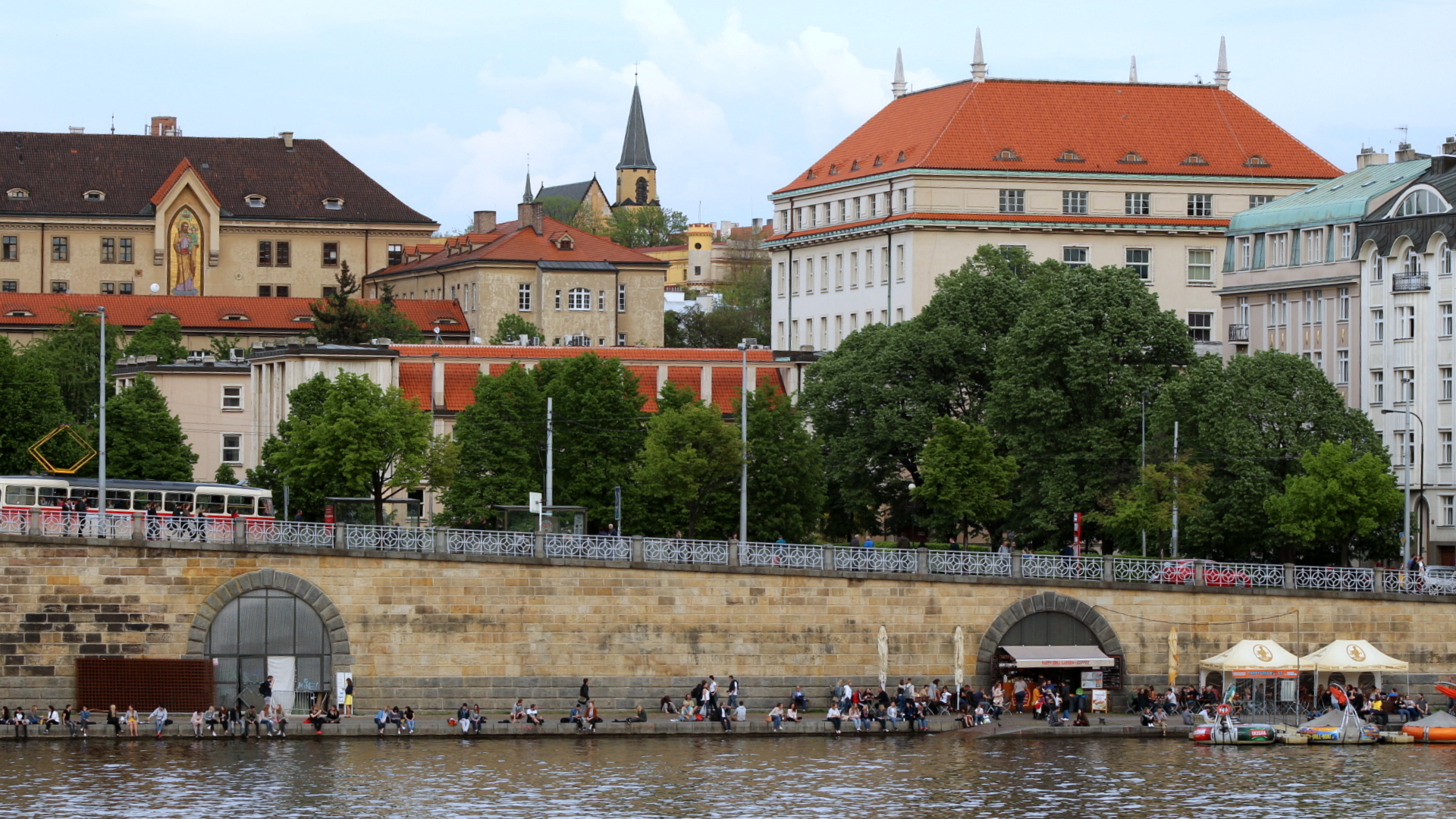
Budova Ministerstva práce a sociálních věcí (s oranžovou střechou), pohled od Vltavy.

Ministerstvo práce a sociálních věcí je ústředním orgánem pro:
- pracovněprávní vztahy, bezpečnost práce, zaměstnanost a rekvalifikaci
- kolektivní vyjednávání, mzdy a jiné odměny za práci
- důchodové zabezpečení, nemocenské pojištění, sociální zabezpečení a sociální péči
- péči o pracovní podmínky žen a mladistvých
- právní ochranu mateřství
- péči o rodinu
- sociálně-právní ochranu dětí
- péči o občany, kteří potřebují zvláštní pomoc

Ministerstvo dále působí v oblastech:
- integrace cizinců
- zajištění rovnosti pohlaví

## Reformy
Ministerstvo je zodpovědné za realizaci důchodové reformy. V roce 2011 dále spustilo Ministerstvo práce a sociálních věcí proces sociální reformy. Jedná se o novelu zákona o zaměstnanosti, návrh zákona o poskytování dávek osob se zdravotním postižením, novelu zákona o sociálně-právní ochraně dětí a novelizaci zákonů souvisejících se sjednocením výplaty nepojistných sociálních dávek.

## Informační systémy
- Jednotný informační systém práce a sociálních věcí – článek popisuje i mediální kauzy firmy OKsystem, dlouholetého dodavatele MPSV
- OKslužby – IS určený pro poskytovatele sociálních služeb[2][3]

## Organizace v resortu
- Česká správa sociálního zabezpečení
- Státní úřad inspekce práce
- Úřad práce České republiky
- Úřad pro mezinárodněprávní ochranu dětí